# Burg Wildenstein (Wiemeringhausen)
Die Ruine der Burg auf dem Wildenstein befindet sich südöstlich der Ortschaft Wiemeringhausen der Stadt Olsberg im Hochsauerlandkreis in Nordrhein-Westfalen.

## Lage
Die Reste der kleinen Wallburg liegen nahe Wiemeringhausen auf einer Felskuppe, genannt Hauslegge, des Wildensteins. Die Kuppe wird im Westen und Süden von Steilhängen und im Norden durch eine Steilwand begrenzt. Im Osten ist sie durch einen Bergsattel vom über 691 m hohen Berg Beidnek abgetrennt. Die Burg selbst lag etwa 200 m über der Ruhr. Durch Baumaßnahmen im 20. Jahrhundert (Grillhütte mit Terrasse, Schießstand etc., Nutzung als Holzlager, Wendeplatz) wurden die Reste der Burg in Mitleidenschaft gezogen.

## Beschreibung
Über den Sattel dürfte auch der Zugang erfolgt sein. Am Rand der Kuppe sind Wallreste erhalten, die zu einer Abschnittsbefestigung gehört haben. Daran anschließend könnte ein Wirtschaftshof bestanden haben. 
Der Hauptteil der Burg lag am westlichen Rand des Wildensteins. Erhalten ist ein ehemals fast umlaufender Graben, an den sich ein Wall anschloss. Diese Befestigung umschloss etwa drei Viertel der Anlage. Im Westen bot der Steilhang mit Klippen ausreichend Schutz. Ähnliches gilt für den Norden. Sollten dort doch Befestigungen bestanden haben, wurden sie durch die späteren Baumaßnahmen zerstört.
Archäologische Funde zur Datierung sind nicht bekannt. Der Burgtypus verweist auf einen Bau aus dem 13. Jahrhundert. Die Burg diente wahrscheinlich der Kontrolle der Ruhraue. Von der Kleinburg ließ das Flusstal der Ruhr auf einer langen Strecke, im Norden etwa mit der Hochsauerländer Pforte zwischen dem Scharfen Olsberg und dem Hohen Olsberg beginnend, einsehen und kontrollieren. Möglicherweise gehörte die Wüstung Suderwalde (Sourwalt, Saurwalt) unterhalb der Burg zum Besitz. Die wenigen mittelalterlichen Funde legen aber hier eine Datierung ins Frühmittelalter nahe.
Auch verlief auf der anderen Flussseite ein alter Höhenweg, der unweit der Burg eine Kontrollstelle (Engstelle) aufwies.